# 가도카와 미나요시
가도카와 겐요시(일본어: 角川源義, 1917년 10월 9일 ~ 1975년 10월 27일)은 일본의 하이쿠 시인, 국문학자 및 실업가로, 가도카와 서점(현 가도카와 홀딩스)의 창립자이다.
도야마현 구 히가시미즈하시(東水橋) 정(현 도야마시)에서 태어났으며, 학창시절부터 하이쿠를 짓기 시작했으며 국한문에 관하여 일가견을 보였다. 1936년에 도쿄로 올라와 입시 준비 생활을 보냈으나, 어느날 고서점에서 오리구치 노부오(折口信夫)의 《고대연구》(古代研究)를 읽게 된 것이 계기가 되어, 고쿠가쿠인 대학 문학부 예과에 입학하여 국문학과에서 오리구치 노부오에게 사사를 받았다.
중학교 교사를 거쳐 1945년 11월에 도쿄도 이타바시구 오타케마치(小竹町)에서 '가도카와 서점'(角川書店)을 설립하였다. 이미 이와나미 서점(岩波書店)을 통해 간행되어 베스트셀러가 되었던 아베 지로(阿部次郎)의 《산타로의 일기》(三太郎の日記)를 합본으로 출간하여 성공을 거두었다.
1949년 가도카와 문고를 발간하여, 기존에 이와나미 서점 및 신조샤의 독무대였던 문고 분야에서 성공을 거두었다.
1952년 11월, 전 25권의 《쇼와 문학 전집》(昭和文学全集)을 발간하여, 기록적인 발매부수를 거두어, 문예출판사로서의 가도카와 서점의 평가를 확립하였다.
1975년 58세를 일기로 사망했다.